# Rue du Nil
La rue du Nil est une voie du 2e arrondissement de Paris, en France.

## Situation et accès

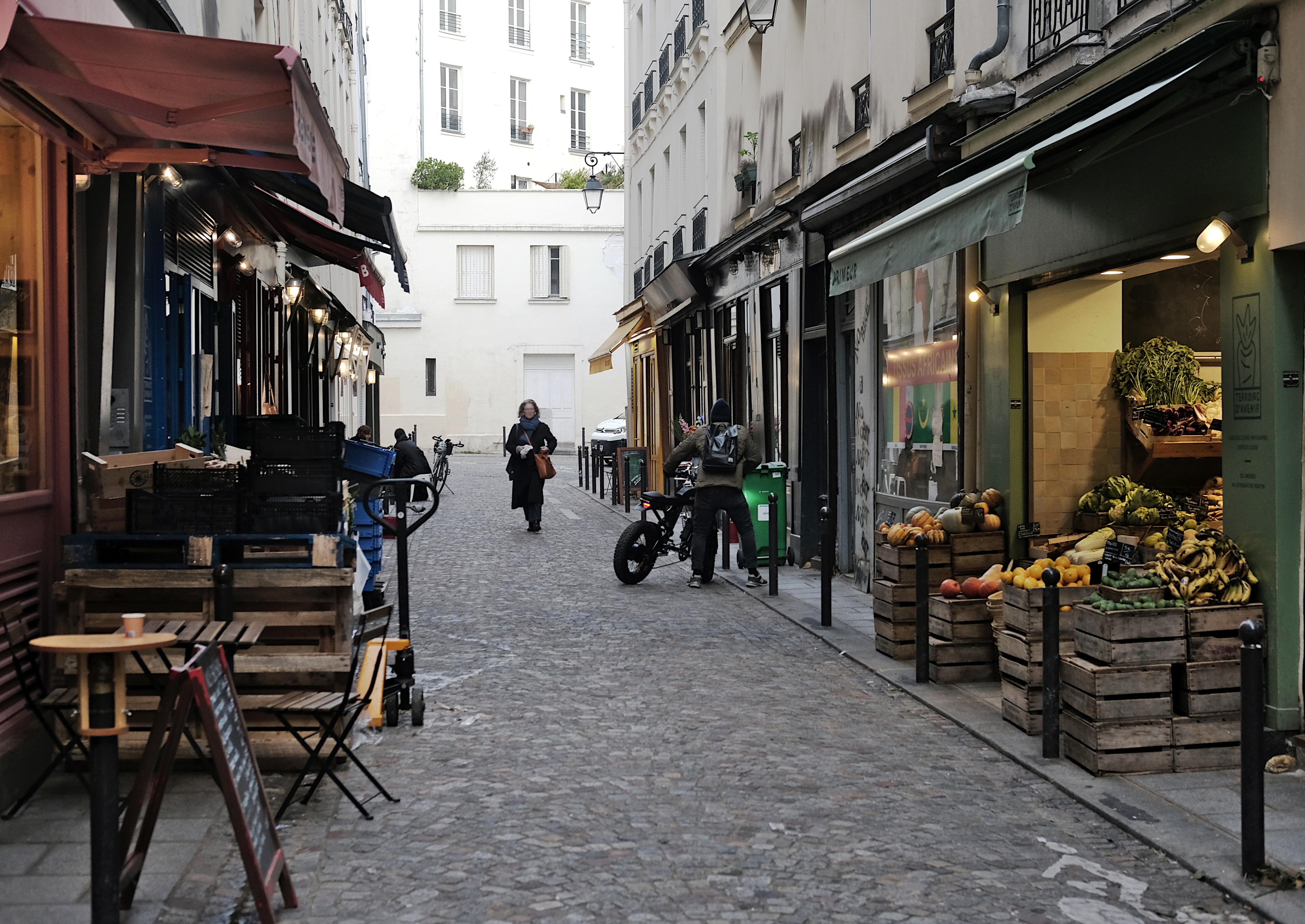
Le rue du Nil en 2023.

La rue du Nil est une voie publique située dans le 2e arrondissement de Paris. Elle débute au 1, rue de Damiette et se termine au 30, rue des Petits-Carreaux.

## Origine du nom
Elle porte le nom du Nil, le plus long fleuve d'Afrique.

## Historique
Cette rue constituait l'une des anciennes entrées de la cour des Miracles qui serait située de nos jours à proximité de la rue de Damiette actuelle. 
Connue dès 1590 sous le vocable de « cul-de-sac de la Corderie », elle prit successivement les noms de « rue Pierre-Boyer » ; « Cour-des-Miracles » en 1603 ; « rue Neuve-Saint-Sauveur » en 1622, avant de prendre en 1867 son nom actuel.
Elle est citée sous le nom de « rue des Corderies » dans un manuscrit de 1636 dont le procès-verbal de visite, en date du 22 avril 1636, indique qu'elle est « orde, boueuse, avec plusieurs taz d'immundices ».

## Bâtiments remarquables et lieux de mémoire
- Aux nos 2, 6, 10 et 12 : vieilles maisons (fenêtres à guillotine, mansardes à poulies, etc.).

## Pour approfondir